# Shirley Conran
Shirley Ida Conran, född Pearce den 21 september 1932 i Hendon i Barnet, London, död 9 maj 2024 i London, var en brittisk författare.

## Biografi
Conran var i åtta år gift med den brittiske designern, krögaren, återförsäljaren och skribenten sir Terence Conran. Hon är mor till Sebastian Conran och Jasper Conran, som båda är designers. Efter skilsmässan blev Conran journalist på Daily Mail och skrev flera fackböckerna om Superwoman.
Som romanförfattare är hon mest känd för de två böckerna i serien Lace, ofta hänförda till genren tantsnusk, FLN-litteratur eller erotisk romance. Böckerna handlar om fyra unga flickor som träffas på en schweizisk flickpension. En av dem föder den berömda dottern Lili, men det förblir länge oklart vem av de fyra som är modern. Alla fyra blir sedan framgångsrika kvinnor och sedan följer Lilis letande efter vem som kan vara hennes far.